# .cs
.cs è stato il dominio di primo livello riservato alla Serbia e Montenegro.
Originariamente assegnato alla Cecoslovacchia, in seguito alla modifica dello standard ISO 3166-2 del 2003 è stato riservato alla Serbia e Montenegro, che fino a quel momento utilizzava .yu (assegnato alla Jugoslavia). In seguito al referendum sull'indipendenza del Montenegro del 2006, Serbia e Montenegro hanno rispettivamente ottenuto l'assegnazione di .rs e .me.